# Бохно, Андрей Петрович
Андрей Петрович Бохно (бел. Андрэй Бахно; род. 19 ноября 1973, Микашевичи, Лунинецкий район, Брестская область, Белорусская ССР, СССР) — белорусский футболист. Выступал на позиции защитника.

## Карьера
Воспитанник микашевичского футбола.
На протяжении большей части карьеры играл за микашевичский «Гранит», преимущественно в первой лиге. В сезонах 2008 и 2009 годов вместе со своей командой играл в Высшей лиге чемпионата Беларуси по футболу.
В начале 2000 играл в литовском «Жальгирисе». Летом 2000 перешёл в польский «Хетман (Замосць)», где провел около года.
С 2003 по 2012 год выступал за «Гранит».